# Xylocopa viridigastra
Xylocopa viridigastra är en biart som beskrevs av Amédée Louis Michel Lepeletier 1841. Xylocopa viridigastra ingår i släktet snickarbin, och familjen långtungebin. Inga underarter finns listade i Catalogue of Life.